# North Sydney Bears
Les North Sydney Bears sont un club de rugby à XIII australien, présent lors de la fondation de la New South Wales Rugby League (championnat de rugby à XIII de Nouvelle-Galles du Sud dit NSWRL) en 1908, participant ensuite à l'Australian Rugby League (1995-1997) et enfin à la National Rugby League (1998-1999). En 1999, ils fusionnent avec Manly Sea Eagles pour donner naissance à Northern Eagles qui ont évolué en NRL entre 2000 et 2002. Les North Sydney Bears n'ont donc plus de représentation en NRL mais participe désormais au New South Wales Cup qui est le second échelon derrière la NRL et servent de réserve au South Sydney Rabbitohs qui eux évoluent en NRL.
Au cours de son histoire, les North Sydney Bears remportent à deux reprises la NSWRL en 1921 et 1922 et atteint la finale en 1943.

## Palmarès
- New South Wales Rugby League :
  - Vainqueur : 1921 et 1922.
  - Vainqueur de la saison régulière : 1921 et 1922.
  - Finaliste : 1943.

## Personnalités et joueurs notables
Le néo-zélandais Olsen Filipaina a joué dans ce club dans les années 1980.